# Johanna Dohnal
Johanna Dohnal z domu Diez (ur. 14 lutego 1939 w Wiedniu, zm. 20 lutego 2010 w Grabern) – austriacka polityk i działaczka samorządowa, w latach 1990–1995 minister.

## Życiorys
Jej matka chorowała na gruźlicę, na skutek czego Johanna Dohnal była wychowywana przez babkę i w domach dziecka. Naukę zakończyła w 1953, nie kontynuowała jej z uwagi na złą sytuację finansową rodziny. Podjęła wówczas praktykę w zawodzie pracownika przemysłowego, była też później zatrudniona jako pracownik biurowy. W 1956 wstąpiła do Socjaldemokratycznej Partii Austrii. W 1969 uzyskała mandat radnej dzielnicy Penzing.
Wieloletnia działaczka na rzecz praw kobiet. W 1972 została etatową działaczką SPÖ jako sekretarz organizacji kobiecej w Wiedniu. W latach 1973–1979 zasiadała w radzie miejskiej Wiednia. Od 1987 do 1995 przewodniczyła SPÖ-Bundesfrauen, organizacji kobiecej socjaldemokratów. Pełniła też funkcję wiceprzewodniczącej partii. Od listopada 1979 do grudnia 1990 zajmowała stanowisko sekretarza stanu w urzędzie kanclerza. Następnie do kwietnia 1995 sprawowała urząd ministra bez teki, zajmując się w rządach Franza Vranitzkiego sprawami kobiet. W 1994 krótko wykonywała mandat posłanki do Rady Narodowej XIX kadencji.
W 1995 wycofała się z aktywnej działalności politycznej, uczestniczyła jednak wciąż w kampaniach wyborczych swojego ugrupowania. Zajmowała się również prowadzeniem wykładów.

## Życie prywatne
Była zamężna z Franzem Dohnalem, z którym miała dwoje dzieci. Małżeństwo w latach 70. zakończyło się rozwodem. W 2010, na kilka tygodni przed śmiercią, zawarła rejestrowany związek partnerski ze swoją wieloletnią partnerką Annemarie Aufreiter.